# Autobianchi Filarete
Le Bianchi Filarete est un camion produit par le constructeur italien Bianchi SpA entre 1952 et 1958. À partir de la seconde série, en 1955, il prendra le nom « Autobianchi ».
Équipé des mêmes mécaniques que l'OM Tigrotto, il connaîtra deux séries très différentes dans leur cabine. La première sera relativement simple avec des lignes très rondes, le seconde plus carrée.
Comme le décrivait la publicité de l'époque, ce camion était un véhicule de moyen tonnage, puissant et économique. Il possédait notamment le gros avantage de disposer d'une carrosserie très soignée, d'un châssis robuste et d'une mécanique très fiable avec une consommation réduite. Il connut un bon succès commercial en Italie grâce à sa grande polyvalence.
Le Filarete sera le camion le plus puissant de la gamme Autobianchi.
Il a été produit en deux versions :
- standard : avec une charge utile de 5,0 tonnes et un PTC de 9,1 tonnes,
- long : avec une charge utile de 6,0 tonnes et un PTC de 10,5 tonnes.

Les deux versions du Filarete pouvaient tracter une remorque à 2 essieux de 12,0 tonnes pour obtenir un PTR de 22,5 tonnes au maximum.
Le Filarete a été lancé en 1952 sous la marque Bianchi. Sa  cabine rappelait celle du Bianchi Visconteo.
Le châssis reprenait celui du Sforzesco, très robuste, tandis que le moteur était le même que celui utilisé sur l'OM Super Taurus, (ndr :  OM était une filiale de Fiat V.I.). Ce moteur diesel était un OM type CR 2D 6 cylindres de 5 816 cm3 développant 84 ch à 2 100 tr/min. La boîte de vitesses mécanique disposait de 4 vitesses plus réducteur soit 8+2 rapports.
En 1955, lorsque la société Bianchi, à la suite de sa reprise par Fiat et Pirelli, devint Autobianchi, l'ancien logo ne figura plus que sur la trappe du bouchon du radiateur. Le nom Autobianchi figurait dans son intégralité et en majuscules ; ce n'est que plus tard que le nom fut remplacé par le logo Autobianchi.
La production du Filarete se terminera en 1958, il sera remplacé par l'Autobianchi Scaligero.

## Caractéristiques techniques
Comme pour beaucoup de véhicules de cette époque, et notamment les marques dont les productions ont été abandonnées comme Bianchi et Autobianchi, la documentation est très difficile à retrouver. Toute information fiable complémentaire est donc la bienvenue.